# 짠당포
《짠당포》은 매주 화요일 밤 10시 10분에 방송되는 예능 프로그램이다.

## 기획 의도
짠 내 나던 시절, 소중한 물건을 전당포에 맡긴 스타들과 진솔한 인생 이야기를 나누는 짠 내 담보 토크쇼 프로그램

## 진행자
- 탁재훈
- 윤종신
- 홍진경

## 에피소드 목록
| 회차 | 방송일          | 게스트                                                     | 비고 |
| ---- | --------------- | ---------------------------------------------------------- | ---- |
| 1회  | 2023년 6월 13일 | 이혜영, 박성웅, 김용필                                     |      |
| 2회  | 6월 27일        | 엄정화, 김병철, 명세빈, 민우혁                             |      |
| 3회  | 7월 4일         | 장동민, 럭키, 은현장 (장사의 신)                           |      |
| 4회  | 7월 11일        | 김상욱                                                     |      |
| 5회  | 7월 18일        | 채리나, 나르샤 (브라운 아이드 걸스), 산다라박, 채령 (ITZY) |      |
| 6회  | 7월 25일        | 임형준, 김태원, 박영진                                     |      |
| 7회  | 8월 1일         | 이현이, 김성은, 별                                         |      |
| 8회  | 8월 8일         | 전한길                                                     |      |
| 9회  | 8월 15일        | 김지민, 소유, 그리                                         |      |
| 10회 | 8월 22일        | 김해준, 곽범, 이국주                                       |      |
| 11회 | 8월 29일        | 김미경, 차지연                                             |      |
| 12회 | 9월 5일         | 김문정, 손혜수, 이동규, 김지훈                             |      |
| 13회 | 9월 12일        | 김보성, 박군, 덱스                                         |      |
| 14회 | 9월 19일        | 안선영, 염경환, 박휘순                                     |      |
| 15회 | 9월 26일        | 김수미, 정준하, 서효림                                     |      |
| 16회 | 10월 10일       | 강주은, 신기루, 배윤정                                     |      |
| 17회 | 10월 17일       | 현봉식, 오대환, 김준배                                     |      |

## 결방 및 편성 변경
2023년
- 6월 20일 : 뉴스특보 - 파리 국제박람회기구 총회 편성 관계로 결방.
- 10월 3일 : 추석특선영화 - 올빼미 편성 관계로 결방.